# South Shields FC
South Shields FC is een Engelse voetbalclub uit South Shields. De club heeft een gecompliceerde geschiedenis met drie clubs die dezelfde naam hadden.
Het eerste South Shields werd opgericht als South Shields Adelaide en sloot zich in 1907/08 aan bij de Northern Alliance. Na één seizoen verhuisde de club naar de North Eastern League. In 1910 werd de naam veranderd in South Shields FC. Hier werden twee titels behaald voor de Eerste Wereldoorlog. Na de oorlog werd de club toegelaten tot de Football League Second Division. De club degradeerde in 1929 naar de Football League Third Division North. Na daar twee seizoenen gespeeld te hebben verhuisde de club naar Gateshead en werd zo Gateshead FC. 
In South Shields werd er in 1936 een nieuwe club gevormd die zich aansloot bij de North Eastern League. Hier won de club twee titels alvorens de League werd opgeheven in 1958. Hierna schakelde de club over naar de Midland League die echter te duur was wegens de hoge verplaatsingskosten en de club ging nu naar de Wearside League. In 1968 was de club medeoprichter van de Northern Premier League. Dit werd de succesvolste tijd voor de club. In 1973/74 werd de halve finale van de FA Trophy gehaald. Datzelfde seizoen verhuisde de club opnieuw naar Gateshead.
Ook in 1974 werd er voor de derde keer een voetbalclub opgericht in South Shields die zich nu de Mariners noemden. In 1975/76 werd de kwartfinale van de FA Vase bereikt. In 1994 speelde de club in de Northern League. 
Begin 2006 waren er geruchten dat de club opgeheven zou worden, maar er volgden giften die de club overeind hielden. In 2023 werd de club kampioen van de Northern Premier Division en promoveerde naar de National League North.

## (ex-) bekende spelers
- Gordon Harris
- Wouter Verstraaten